# Grimpa-soques de dors olivaci
El grimpa-soques de dors olivaci (Xiphorhynchus triangularis) és una espècie d'ocell de la família dels furnàrids (Furnariidae).

## Hàbitat i distribució
Habita la selva humida a les muntanyes des de Colòmbia i oest i nord de Veneçuela cap al sud a l'est de l'Equador i del Perú fins al centre de Bolívia.